# Csányi Barna
Csányi Barna (Esztergom, 1911. július 5. – Eger, 1986. november 20.) testnevelőtanár, vívómester, kosárlabda- és atlétaedző.

## Életútja
1937-ben a Testnevelési Főiskolán szerezte tanári diplomát és vívómesteri képesítést. 
Aktiv sportolóként NB I-es csapatokban kosárlabdázott. Kiemelkedő nemzetközi eredményeket gerelyvetésben ért el főiskolai világbajnoki 4. hely, a mesterek kardvívó versenyén 3. helyet. Testnevelőtanári működését Kassán kezdte meg, ahol meghonosította a kosárlabdázást és a versenyvívást. 1945 után az egri Dobó István Gimnáziumban tanított nyugállományba vonulásáig. 20 éves edzői működése alatt élsportolók, válogatott játékosok egész sorát nevelte. 1950–1965 között a Heves-megyei Kosárlabda Szövetség elnöke. A Heves-megyei Vívó Szövetség és a Vívók Országos Vidéki Bizottsága elnöki tisztét haláláig betöltötte. A sport területén kifejtett munkásságáért és kiváló pedagógusi tevékenységéért számos kitüntetésben részesült. A Sportérdemérem arany fokozatát kétszer nyerte el: 1971-ben, majd 1986-ban posztumusz kapta meg. Szervezőként és nevelőként több sportág alapjait fektette le, az OSN elindítása is az ő nevehéz kapcsolódik.

## Emlékezete
2011 óta az ő nevét viseli az egri Dobó István Gimnázium tornaterme.